# Georges Jacquot (évêque)
Pour les articles homonymes, voir Georges Jacquot et Jacquot.
Georges Jacquot, né le 19 novembre 1904 à Audincourt (Doubs), décédé le 25 septembre 1970 à Marseille (Bouches-du-Rhône), a été évêque de Gap (1961-1966) et archevêque de Marseille (1966-1970).

## Biographie
Originaire de Franche-Comté, Georges Jacquot fut évêque de Gap de 1961 à 1966 et archevêque de Marseille de 1966 jusqu’à sa mort survenue le 25 septembre 1970. Ami des pauvres, il se consacra à la mise en place des orientations conciliaires concernant le culte liturgique. Il prit la défense des mouvements ouvriers.